# La Femme disparue
La Femme disparue (The Case of the Missing Lady), parfois titrée L'Affaire de la femme disparue, est une nouvelle policière d'Agatha Christie mettant en scène les personnages de Tommy et Tuppence Beresford.
Initialement publiée le 15 octobre 1924 dans la revue The Sketch au Royaume-Uni, cette nouvelle a été reprise en recueil en 1929 dans Partners in Crime au Royaume-Uni et aux États-Unis. Elle a été publiée pour la première fois en France dans le recueil Le crime est notre affaire en 1972.
Dans le recueil Le crime est notre affaire, Agatha Christie imite le style des enquêteurs créés par les auteurs de policiers en vogue à cette époque. Dans cette nouvelle, elle parodie le détective Sherlock Holmes (représenté par Tommy) et son faire-valoir le docteur Watson (représenté par Tuppence) créés par Arthur Conan Doyle. Christie se paie le luxe de faire trouver la solution par Watson avant Holmes,.

## Publications
Avant la publication dans un recueil, la nouvelle avait fait l'objet de publications dans des revues :
- le 15 octobre 1924, au Royaume-Uni, dans le no 1655 (vol. 128) de la revue The Sketch[3],[4] ;
- en septembre 1973, aux États-Unis, dans le no 358 (no 3, vol. 62) de la revue Ellery Queen's Mystery Magazine[5] ;

La nouvelle a ensuite fait partie de nombreux recueils :
- en 1929, au Royaume-Uni, dans Partners in Crime[3] (avec 14 autres nouvelles) ;
- en 1929, aux États-Unis, dans Partners in Crime[3] (avec 14 autres nouvelles) ;
- en 1972, en France, dans Le crime est notre affaire (adaptation des recueils de 1929).

## Adaptations
- 1950 : The Case of the Missing Lady, pièce de théâtre de New York, dont une représentation est diffusée en direct à la télévision ;
- 1953 : The Case of the Missing Lady, feuilleton radiophonique de la série Partners in Crime, avec Richard Attenborough et Sheila Sim donnant leur voix aux Beresford ;
- 1983 : La Femme disparue (The Case of the Missing Lady), téléfilm de la série britannique Le crime est notre affaire d'ITV (épisode 9), avec Francesca Annis et James Warwick dans les rôles des Beresford.
- 2012 : Associés contre le crime de Pascal Thomas avec Catherine Frot et André Dussollier dans les rôles des Beresford.